# Raimund Gerba
Raimund Gerba (uváděn též jako Radoslav) (1. května 1849 Ogulin – 18. března 1918 Opatija) byl rakousko-uherský generál chorvatského původu. V c. k. armádě sloužil od roku 1868 a vystřídal působení u řady posádek v celé monarchii, byl také důstojníkem generálního štábu. Svou kariéru završil jako zemský velitel Chorvatsku (1907–1912) a v roce 1909 dosáhl hodnosti generála pěchoty. Uplatnil se také jako vojenský historik a spisovatel.

## Životopis
Pocházel z Chorvatska, vojenské vzdělání získal Technické vojenské akademii ve Vídni a do armády vstoupil v roce 1868 jako poručík k pěšímu pluku č. 71. Později si doplnil vzdělání na Válečné škole (K.u.k. Kriegschule) ve Vídni a jako nadporučík byl zařazen do důstojnického sboru generálního štábu. Zúčastnil se okupace Bosny a Hercegoviny (1878), v roce 1879 byl povýšen na majora a nadále působil u generálního štábu, souběžně byl přidělen k 8. armádnímu sboru v Praze. V letech 1885–1889 působil v oddělení vojenských dějin na Císařské akademii věd ve Vídni. V roce 1890 byl povýšen na podplukovníka a sloužil u pěšího pluku č. 97 v Pule. U tohoto pluku byl v roce 1893 jako plukovník jmenován velitelem.
V roce 1899 byl povýšen do hodnosti generálmajora a stal se velitelem pěší brigády v Litoměřicích. V roce 1904 dosáhl hodnosti polního podmaršála a převzal velení 7. vojenského okruhu chorvatské zeměbrany v Záhřebu. Díky vlivu svého přítele Franze Conrada, náčelníka generálního štábu, byl v roce 1907 jmenován velitelem 13. armádního sboru v Záhřebu. Ve svých velitelských funkcích vystupoval jako chorvatský patriot a mimo jiné kritizoval zavedení maďarštiny jako povinného úředního jazyka na železnicích v Chorvatsku. V roce 1909 byl povýšen do hodnosti generála pěchoty a ve funkci zemského velitele v Chorvatsku zůstal do roku 1912. K datu 1. února 1913 byl penzionován.

## Tituly a ocenění
Jako velitel armádního sboru byl v roce 1908 jmenován c. k. tajným radou s nárokem na oslovení Excelence. Během vojenské kariéry získal také několik vyznamenání. Byl nositelem velkokříže Řádu Františka Josefa, rytířem Leopoldova řádu a nositelem Řádu železné koruny III. třídy, dále byl držitelem Vojenského záslužného kříže a Vojenské záslužné medaile. Získal také srbský Řád Takova III. třídy. Od roku 1910 byl čestným majitelem pěšího pluku č. 78 v Osijeku.

## Dílo
Uplatnil se mimo jiné jako spisovatel, byl autorem několika odborných prací k tématu dynastických válek 18. století, které zpracoval na základě archivních pramenů během svého několikaletého působení v Císařské akademii věd. Ještě za jeho života byly knihy přeloženy do italštiny, tiskem v němčině byly vydány naposledy naposledy v letech 2016 a 2021. V digitalizované formě jsou přístupné na webu Harvardovy univerzity.
- Die Kämpfe Der Kaiserlichen in Sicilien Und Corsica 1717-1720 Und 1730-1732: Nach Den Feldacten Und Anderen Authentischen Quellen; Vídeň, 1891
- Polnischer Thronfolge-Krieg (Feldzüge 1733 und 1734); Vídeň, 1891